# Longitarsus behnei
Longitarsus behnei là một loài bọ cánh cứng trong họ Chrysomelidae. Loài này được Gruev & Arnold miêu tả khoa học năm 1989.